# Harald Stefan

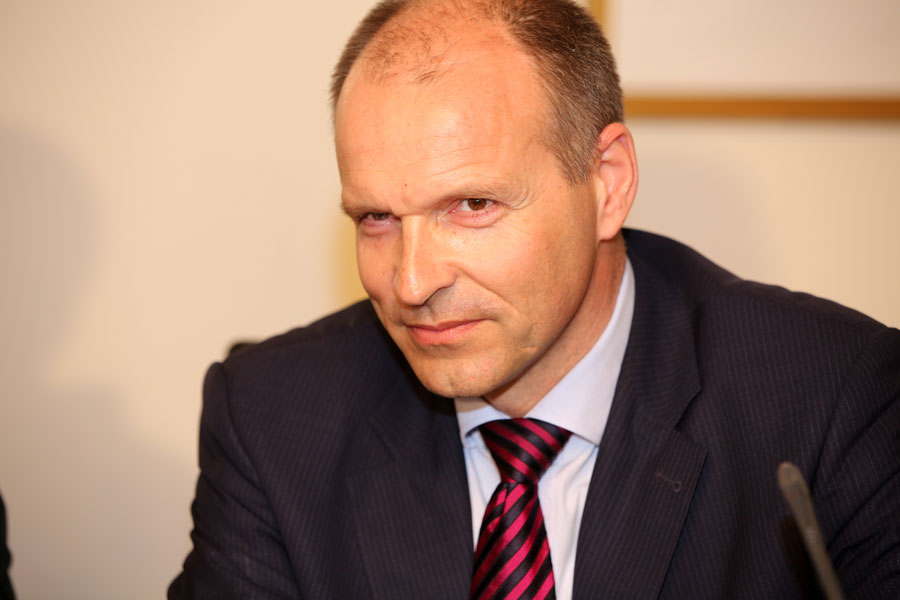
Harald Stefan (2014)

Harald Stefan (* 12. September 1965 in Wien) ist ein österreichischer Notar und rechtsextremer Politiker (FPÖ). Er war von 1. bis 19. Juni 2021 interimistischer Bundesparteiobmann der FPÖ. Von 2001 bis 2008 war er Abgeordneter zum Wiener Landtag und Gemeinderat und ist seit 2008 Abgeordneter zum österreichischen Nationalrat.

## Leben
Harald Stefan besuchte von 1971 bis 1975 die Volksschule in Maria Enzersdorf-Südstadt und absolvierte danach von 1975 bis 1983 das Bundesgymnasium in Mödling, das er 1983 mit der Matura abschloss. Danach leistete er seinen Präsenzdienst (Einjährig-Freiwilliger) ab und wurde Oberleutnant der Reserve. In der Folge studierte Stefan Rechtswissenschaften an den Universitäten Wien und Salzburg und schloss 1989 sein Studium ab. Nach seinem Gerichtsjahr trat er 1990 in die Notariatskanzlei Dr. Friedrich Stefan in Wien-Simmering ein und war bis 2002 Notariatskandidat. Seit 2003 ist Stefan Notar in Wien.
Er war Mitglied der Burschenschaft Olympia, die vom DÖW als rechtsextrem eingeordnet wird. 2018 trat er aus der Burschenschaft aus, doch bedeute sein Austritt nicht, so Stefan gegenüber der Tageszeitung Die Presse, „dass er sich generell von den Burschenschaften abwende, […] denn er sei nach wie vor Mitglied einer schlagenden Mittelschülerverbindung“. Dabei handelt es sich um die Schülerverbindung Gothia Meran im ÖPR.
Stefan hat vier Kinder.

## Politische Tätigkeit
Stefan engagierte sich während seines Studiums beim Ring Freiheitlicher Studenten, war Bundesobmann-Stellvertreter und Mitglied im Zentralausschuss der Österreichischen Hochschülerschaft. Er ist seit 1990 Mitglied der FPÖ, arbeitet seit 1995 in der Bezirksleitung Simmering und wurde 1997 zum Obmann der Bezirksgruppe gewählt. Zwischen 2001 und 2008 war Stefan Abgeordneter zum Wiener Landtag und Gemeinderat, 2002 wurde er Referent für Öffentlichkeitsarbeit der FPÖ Wien. Im Mai 2006 wurde Stefan zum Landesparteiobmannstellvertreter der FPÖ Wien gewählt, seit 2007 ist er zudem Bundesparteiobmannstellvertreter der FPÖ. Seit dem 28. Oktober 2008 ist er Abgeordneter zum Nationalrat.

## Politische Positionen
Im ORF stellte er im Jahr 2008 fest, er fühle sich als „Deutscher“.
2025 gelangte eine Diskussion, die Stefan einen Tag nach dem Koalitionsangebot der FPÖ an die ÖVP im Jänner des Jahres in Simmering vor FPÖ-Anhängern mit Markus Tschank geführt hatte, in die Öffentlichkeit. Dieses wurde von französischen Journalisten aufgenommen und in Frankreich im Fernsehen ausgestrahlt. Ab dem Jänner 2025 nahm Stefan als „Chefverhandler“ für die FPÖ an Koalitionsverhandlungen mit der ÖVP teil.

## Auszeichnungen
- 2014: Großes Goldenes Ehrenzeichen für Verdienste um die Republik Österreich